# Bülent Ecevit
Bülent Ecevit (1925-2006) fue un político y poeta turco, que desempeñó el cargo de primer ministro en cuatro mandatos diferentes, el último entre 1999 y 2002, primero con el Partido Republicano del Pueblo y después con el Partido de la Izquierda Democrática.

## Biografía
Mustafa Bülent nació el 28 de mayo de 1925 en Estambul en el seno de una familia de clase media. Recibió el nombre de su abuelo paterno Mustafa Şükrü Efendi, que era un erudito islámico de origen kurdo con raíces en la región de Tunceli pero nacido en un pueblo de la Kastamonu. El hijo de Mustafa Şükrü y padre de Bülent Fahri Ecevit fue profesor de medicina forense en la Facultad de Derecho de la Universidad de Ankara. Más tarde, Fahri se dedicó a la política y fue diputado del Partido Popular Republicano por Kastamonu entre 1943 y 1950. Su madre, de ascendencia Bosniak, Fatma Nazlı, fue una de las primeras mujeres de Turquía que se dedicó profesionalmente a la pintura.
En 1944, Ecevit se graduó en el Colegio Robert de Estambul. Empezó a trabajar como traductor en la Dirección General de Prensa y Publicaciones (Turco: Basın Yayın Genel Müdürlüğü). En 1946, poco después de casarse con su compañera de clase Zekiye Rahşan Aral, se trasladó a Londres para trabajar en la Embajada de Turquía como agregado de prensa. Durante su estancia estudió Bengalí, Sánscrito e Historia del arte en la Escuela de Estudios Orientales y Africanos, pero no se licenció. También se dedicó a componer literatura sufí. Bülent Ecevit no sólo fue político, sino también poeta, periodista y escritor. En la década de 1950, trabajó como redactor para Ulus, y después Yeni Ulus, Halkçı, y Forum. Más tarde declaró que tanto ''Ulus'' como ''Forum'' fueron dos partes significativas de su vida intelectual de aquel periodo.
En 1955, Ecevit viajó a Estados Unidos durante tres meses como periodista invitado para el Winston-Salem Journal en Carolina del Norte, y quedó perturbado por el racismo que presenció en el sur de Estados Unidos.
Gracias a una beca del Departamento de Estado, regresó a Estados Unidos con una beca de la Fundación Rockefeller en 1957, donde estudió psicología social e historia de Oriente Medio en la Universidad de Harvard durante ocho meses. Asistió a conferencias sobre anticomunismo con Olof Palme y Bertrand Russell y al Seminario Internacional de Harvard de Henry Kissinger.
Incluso como político, continuó escribiendo para varios periódicos, entre ellos el diario Milliyet en 1965, la revista mensual Özgür İnsan en 1972, el semanario Arayış en 1981,  y la revista mensual Güvercin en 1988. Ecevit también tradujo obras de Rabindranath Tagore, TS Eliot, Ezra Pound y Bernard Lewis al turco. Ecevit tuvo éxito en estos esfuerzos literarios a pesar de no haberse graduado nunca en una universidad.

## Trayectoria
Bülent Ecevit regresó a Turquía en 1950 como periodista, y finalmente escribió para Ulus. Escribir sobre política le interesó en seguir una carrera en el sector, por lo que se afilió a la sección de Çankaya del Partido Republicano del Pueblo (CHP) en 1954,  llegando a participar en la Junta Ejecutiva de su Sección Juvenil . A los treinta y dos años, fue elegido parlamentario por primera vez en 1957 , representando a Ankara como miembro del CHP. Formó parte de la delegación del partido a la Asamblea Constituyente para redactar una nueva constitución tras el golpe de estado militar de 1960 . A los treinta y seis años, fue Ministro de Trabajo en tres gobiernos de coalición encabezados por İsmet İnönü entre 1961 y 1965. Bajo su supervisión, se firmó la Ley de Negociación Colectiva, Huelgas y Cierres Patronales, que además de ampliar los privilegios de la seguridad social, finalmente permitió a los trabajadores turcos el derecho a la huelga y a la negociación colectiva.

### Presidente de CHP
A pesar de que el conflicto entre İnönü y Ecevit se originó debido al apoyo de İnönü al gobierno militar tecnocrático, Ecevit inicialmente proporcionó ministros al gobierno de Melen, pero retiró su apoyo poco después de la reacción de las bases de su partido. Circulaban rumores de que el CHP sería prohibido por los militares.
La elegibilidad del CHP se puso a prueba en las elecciones generales de 1973. Con el lema de campaña «Akgünlere» (Por días mejores), con el apoyo de los sindicatos y otros grupos de izquierda, el CHP obtuvo 185 diputados con el 33,3% de los votos, obteniendo una pluralidad de votos y escaños en el parlamento. Ecevit fue invitado a formar gobierno y formó una coalición con el Partido de Salvación Nacional (MSP), de tendencia islamista, encabezado por Necmettin Erbakan. Se implementó una amnistía general que permitió la salida de la cárcel de 40.000 derechistas e izquierdistas.
Vinculado desde joven a la izquierda turca, era de convicciones laicas y profundo defensor de la renovación y modernización de Turquía para acercarla al modelo occidental. Fue responsable de la invasión de Chipre en 1974 y encarcelado en 1980 después del golpe de Estado. En 1999 accedió al poder tras una victoria de su partido, el Partido de la Izquierda Democrática (DSP), pero en 2002 fue claramente vencido por Recep Tayyip Erdoğan, obteniendo menos del 1 por 100 de los votos a causa de la crisis económica que había padecido Turquía en 2001. Inició e impulsó las conversaciones para el ingreso de su país en la Unión Europea.

#### Intentos de asesinato
Bülent Ecevit fue objeto de seis intentos de asesinato. Todos menos uno ocurrieron en la década de 1970. Cinco ocurrieron en Turquía y uno en Estados Unidos, el más famoso de los cuales tuvo lugar el 23 de julio de 1976 en Nueva York por un griegochipriota y el 29 de mayo de 1977 en el aeropuerto de Çiğli. Mehmet İsvan, hermano del alcalde de Estambul Ahmet İsvan, resultó herido en el atentado del aeropuerto de Çiğli. Varios testimonios afirman que el arma utilizada en el aeropuerto de Çiğli procedía del Departamento de Guerra Especial.

## Enfermedad y muerte
Después de asistir al funeral de su amigo Yücel Özbilgin, asesinado en el tiroteo del Consejo de Estado turco el 19 de mayo de 2006, sufrió una hemorragia cerebral, entró en coma y permaneció en la unidad de cuidados intensivos de la Academia Médica Militar de Gülhane durante mucho tiempo.  Ecevit murió en Ankara de insuficiencia circulatoria y respiratoria a las 22:40 del domingo 5 de noviembre de 2006, 172 días después de entrar en estado vegetativo.
El 11 de noviembre de 2006 se celebró un funeral de Estado en el cementerio estatal tras una oración fúnebre en la mezquita de Kocatepe.